# بيدرو أنغولو
بيدرو أنغولو (بالإسبانية: Pedro Angulo)‏ هو مبشر إسباني، ولد في 1500 في برغش في إسبانيا، وتوفي في 1561 في سالاما في غواتيمالا.